# 博尔拉拉姆
博尔拉拉姆（Bollaram），是印度安得拉邦Medak县的一个城镇。总人口13305（2001年）。

## 人口
该地2001年总人口13305人，其中男性7783人，女性5522人；0—6岁人口1936人，其中男994人，女942人；识字率57.62%，其中男性为67.85%，女性为43.19%。